# Erste Schlacht von Beneventum
Koordinaten: 41° 7′ 52″ N, 14° 46′ 41″ O
Saguntum – Lilybaeum II – Rhone – Ticinus – Trebia – Cissa – Trasimenischer See – Ager Falernus – Geronium – Cannae – Nola I – Nola II – Ibera – Cornus – Nola III – Beneventum I – Syrakus – Tarentum I – Capua I – Beneventum II – Silarus – Herdonia I – Obere Baetis – Capua II – Herdonia II – Numistro – Asculum – Tarentum II – Neu Karthago – Baecula – Grumentum – Metaurus – Ilipa – Crotona – Große Felder – Cirta – Zama
Die Erste Schlacht von Beneventum war im Zweiten Punischen Krieg ein 214 v. Chr. ausgetragenes Gefecht zwischen einem Heer aus Sklaven unter Tiberius Sempronius Gracchus auf römischer Seite und Hanno auf karthagischer Seite.

## Vorgeschichte
Während Hannibal 214 v. Chr. die in Kampanien gelegene Stadt Nola belagerte, wartete er darauf, dass Hanno ihm Verstärkungstruppen zuführte. Hanno marschierte mit angeblich 17 000 vor allem aus Bruttiern und Lukaniern bestehenden Infanteristen und 1200 afrikanischen Kavalleristen von Bruttium aus gegen Beneventum, das jedoch vorher vom Konsul des Vorjahres, Tiberius Sempronius Gracchus, besetzt werden konnte. So schlug Hanno sein Lager am Fluss Caloris drei Meilen von Beneventum entfernt auf. Daraufhin zog Gracchus den Karthagern entgegen und errichtete seinen Stützpunkt etwa einer Meile vom Lager Hannos entfernt. Die römische Armee bestand zu einem großen Teil aus Sklaven. Gracchus versprach jedem, der den Kopf eines karthagischen Feindes vom Schlachtfeld mitbrachte, die Freiheit. 

## Die Schlacht
Der römische Geschichtsschreiber Titus Livius stellt die nun folgende Schlacht zwischen Römern und Karthagern sehr ausführlich und ausgeschmückt dar. Danach entwickelte sich der Kampf sehr langwierig und verlief anfangs unentschieden. Die Sklaven, die als Freiwillige (volones) im römischen Heer dienten, hätten weniger gefochten als sich mit dem Abschneiden der Köpfe getöteter Feinde beschäftigt, um dadurch ihre Freiheit zu erlangen. Da habe Gracchus die Parole ausgegeben, dass sie bereits genug Mut bewiesen hätten, um freigelassen zu werden, und dass sie sich jetzt ausschließlich auf das Attackieren ihrer Gegner konzentrieren sollten. Der Kampf sei darauf heftiger geführt worden, doch weiterhin habe eine Pattsituation geherrscht. Schließlich habe Gracchus verkündet, dass keiner seiner Männer die Freiheit erlangen würde, wenn sie die Feinde nicht besiegten. Diese Worte sollen die Sklaven so beflügelt haben, dass sie nun entschlossener gekämpft, den feindlichen Widerstand gebrochen und schließlich das karthagische Lager gestürmt hätten. Nur 2000 Feinde, hauptsächlich Reiter, seien gemeinsam mit ihrem Kommandanten Hanno entkommen. Faktum ist jedenfalls, dass die Römer einen deutlichen Sieg errangen und den siegreichen Sklaven dafür die ihnen versprochene Freiheit zugestanden wurde.

## Rezeption
In der modernen Forschung wird der von Livius dramatisch geschilderte Schlachtverlauf als eine rhetorisch übertriebene Ausschmückung der tatsächlichen Ereignisse angesehen. So wird insbesondere die Bedingung für eine Freilassung, nämlich das Vorzeigen eines abgeschlagenen Kopfes, die der Feldherr an die unfreien Soldaten stellte, als wenig wahrscheinlich bis abwegig angenommen. Des Weiteren wird davon ausgegangen, dass die 8.000 Sklaven ein Teilkontingent und nicht das Gros der an dem Kampf beteiligten Truppen waren.

## Anmerkung
1. ↑  Die sogenannten volones. Vgl. Karl-Wilhelm Welwei: Unfreie im antiken Kriegsdienst. Band 3: Rom (= Forschungen zur antiken Sklaverei. 21). Steiner-Verlag Wiesbaden, Stuttgart 1988, ISBN 3-515-05206-2, S. 5–18,  (Zugleich: Bochum, Universität, Habilitationsschrift, 1970/1971).